# 카자마 유미
카자마 유미(일본어: 風間 ゆみ, F컵, 1979년 2월 22일 ~ )는 일본의 AV 여배우다. 현재 출연 작품 수 1위를 기록하고 있다. 2011년 스카파! 성인방송대상에서 작품상을 수상했다.

## 같이 보기
- 미야베 료카